# Diamonds - The Best of Dio
Diamonds - The Best of Dio è la prima raccolta della heavy metal band dei Dio, pubblicata nel 1992.

## Tracce
1. Holy Diver – 5:54 –  (Dio)
2. Rainbow in the Dark – 4:16 –  (Dio, Appice, Bain, Campbell)
3. Don't Talk to Strangers – 4:53 –  (Dio)
4. We Rock – 4:35 –  (Dio)
5. The Last in Line – 5:47 –  (Dio, Bain, Campbell)
6. Evil Eyes – 3:38 –  (Dio)
7. Rock 'N' Roll Children – 4:32 –  (Dio)
8. Sacred Heart – 6:28 –  (Dio, Appice, Bain, Campbell)
9. Hungry for Heaven – 4:11 –  (Dio, Bain)
10. Hide in the Rainbow – 4:06 –  (Dio, Bain)
11. Dream Evil – 4:29 –  (Dio, Goldie)
12. Wild One – 4:03 –  (Dio, Robertson)
13. Lock Up the Wolves – 8:34 –  (Dio, Robertson, Bain)

## Formazione
- Ronnie James Dio - voce, tastiere
- Vivian Campbell - chitarra (Tracce 1-9)
- Craig Goldy - chitarra (10,11)
- Rowan Robertson - chitarra (12,13)
- Jimmy Bain - basso (1-11)
- Teddy Cook - basso (12,13)
- Vinny Appice - batteria (1-11)
- Simon Wright - batteria (12,13)
- Claude Schnell -Tastiere (4-11)
- Jens Johansson - tastiere (12,13)